# Internazionali d'Italia 2019 - Qualificazioni singolare maschile
Le qualificazioni del singolare maschile degli Internazionali d'Italia 2019 sono state un torneo di tennis preliminare per accedere alla fase finale della manifestazione. I vincitori dell'ultimo turno sono entrati di diritto nel tabellone principale. In caso di ritiro di uno o più giocatori aventi diritto a questi sono subentrati i lucky loser, ossia i giocatori che hanno perso nell'ultimo turno ma che avevano una classifica più alta rispetto agli altri partecipanti che avevano comunque perso nel turno finale.

## Teste di serie
1. Dušan Lajović (ultimo turno)
2. Benoît Paire (qualificato)
3. Cameron Norrie (qualificato)
4. Hubert Hurkacz (primo turno)
5. Damir Džumhur (ultimo turno)
6. Jaume Munar (primo turno)
7. Taylor Fritz (qualificato)

1. Reilly Opelka (ultimo turno)
2. Martin Kližan (primo turno)
3. Robin Haase (primo turno)
4. Yoshihito Nishioka (qualificato)
5. Casper Ruud (qualificato)
6. Nicolás Jarry (ultimo turno)
7. Bernard Tomić (ultimo turno)

## Qualificati
1. Daniel Evans
2. Benoît Paire
3. Cameron Norrie
4. Casper Ruud

1. Yoshihito Nishioka
2. Albert Ramos Viñolas
3. Taylor Fritz

## Tabellone qualificazioni

### Legenda
| - Q = Qualificato - WC = Wild card - LL = Lucky loser | - ALT = Alternate - SE = Special Exempt - PR = Protected Ranking | - w/o = Walkover - r = Ritirato - d = Squalificato |

### Sezione 1
|  | Primo turno | Primo turno   | Primo turno  | Primo turno | Primo turno |  |  | Ultimo turno | Ultimo turno  | Ultimo turno  | Ultimo turno | Ultimo turno |  |
|  |             |               |              |             |             |  |  |              |               |               |              |              |  |
|  | 1           | Dušan Lajović | 7            | 63          | 6           |  |  |              |               |               |              |              |  |
|  |             | Aljaž Bedene  | 65           | 7           | 1           |  |  | 1            | Dušan Lajović | Dušan Lajović | 5            | 3            |  |
|  |             | Daniel Evans  | Daniel Evans | 6           | 6           |  |  |              | Daniel Evans  | Daniel Evans  | 7            | 6            |  |
|  | 10          | Robin Haase   | Robin Haase  | 2           | 4           |  |  |              |               |               |              |              |  |

### Sezione 2
|  | Primo turno | Primo turno    | Primo turno    | Primo turno | Primo turno |  |  | Ultimo turno | Ultimo turno  | Ultimo turno | Ultimo turno | Ultimo turno |  |
|  |             |                |                |             |             |  |  |              |               |              |              |              |  |
|  | 2           | Benoît Paire   | Benoît Paire   | 6           | 6           |  |  |              |               |              |              |              |  |
|  | Alt         | Bradley Klahn  | Bradley Klahn  | 4           | 2           |  |  | 2            | Benoît Paire  | 5            | 6            | 7            |  |
|  |             | Ernests Gulbis | Ernests Gulbis | 6           | 3           |  |  | 8            | Reilly Opelka | 7            | 2            | 65           |  |
|  | 8           | Reilly Opelka  | Reilly Opelka  | 7           | 6           |  |  |              |               |              |              |              |  |

### Sezione 3
|  | Primo turno | Primo turno     | Primo turno   | Primo turno | Primo turno |  |  | Ultimo turno | Ultimo turno   | Ultimo turno | Ultimo turno | Ultimo turno |  |
|  |             |                 |               |             |             |  |  |              |                |              |              |              |  |
|  | 3           | Cameron Norrie  | 65            | 7           | 6           |  |  |              |                |              |              |              |  |
|  |             | Peter Gojowczyk | 7             | 5           | 3           |  |  | 3            | Cameron Norrie | 6            | 4            | 7            |  |
|  |             | Marius Copil    | Marius Copil  | 64          | 2           |  |  | 13           | Nicolás Jarry  | 3            | 6            | 6            |  |
|  | 13          | Nicolás Jarry   | Nicolás Jarry | 7           | 6           |  |  |              |                |              |              |              |  |

### Sezione 4
|  | Primo turno | Primo turno       | Primo turno     | Primo turno | Primo turno |  |  | Ultimo turno | Ultimo turno      | Ultimo turno      | Ultimo turno | Ultimo turno |  |
|  |             |                   |                 |             |             |  |  |              |                   |                   |              |              |  |
|  | 4           | Hubert Hurkacz    | 3               | 6           | 4           |  |  |              |                   |                   |              |              |  |
|  |             | Miomir Kecmanović | 6               | 1           | 6           |  |  |              | Miomir Kecmanović | Miomir Kecmanović | 2            | 1            |  |
|  | WC          | Lorenzo Musetti   | Lorenzo Musetti | 1           | 4           |  |  | 12           | Casper Ruud       | Casper Ruud       | 6            | 6            |  |
|  | 12          | Casper Ruud       | Casper Ruud     | 6           | 6           |  |  |              |                   |                   |              |              |  |

### Sezione 5
|  | Primo turno | Primo turno        | Primo turno   | Primo turno | Primo turno |  |  | Ultimo turno | Ultimo turno       | Ultimo turno | Ultimo turno | Ultimo turno |  |
|  |             |                    |               |             |             |  |  |              |                    |              |              |              |  |
|  | 5           | Damir Džumhur      | Damir Džumhur | 6           | 6           |  |  |              |                    |              |              |              |  |
|  |             | Tarō Daniel        | Tarō Daniel   | 0           | 3           |  |  | 5            | Damir Džumhur      | 4            | 6            | 3            |  |
|  |             | Denis Kudla        | 63            | 6           | 3           |  |  | 11           | Yoshihito Nishioka | 6            | 4            | 6            |  |
|  | 11          | Yoshihito Nishioka | 7             | 4           | 6           |  |  |              |                    |              |              |              |  |

### Sezione 6
|  | Primo turno | Primo turno          | Primo turno        | Primo turno | Primo turno |  |  | Ultimo turno | Ultimo turno         | Ultimo turno         | Ultimo turno | Ultimo turno |  |
|  |             |                      |                    |             |             |  |  |              |                      |                      |              |              |  |
|  | 6           | Jaume Munar          | 7                  | 3           | 64          |  |  |              |                      |                      |              |              |  |
|  |             | Albert Ramos Viñolas | 62                 | 6           | 7           |  |  |              | Albert Ramos Viñolas | Albert Ramos Viñolas | 7            | 7            |  |
|  | WC          | Riccardo Balzerani   | Riccardo Balzerani | 1           | 4           |  |  | 14           | Bernard Tomić        | Bernard Tomić        | 64           | 5            |  |
|  | 14          | Bernard Tomić        | Bernard Tomić      | 6           | 6           |  |  |              |                      |                      |              |              |  |

### Sezione 7
|  | Primo turno | Primo turno       | Primo turno       | Primo turno | Primo turno |  |  | Ultimo turno | Ultimo turno  | Ultimo turno  | Ultimo turno | Ultimo turno |  |
|  |             |                   |                   |             |             |  |  |              |               |               |              |              |  |
|  | 7           | Taylor Fritz      | Taylor Fritz      | 6           | 6           |  |  |              |               |               |              |              |  |
|  | WC          | Jacopo Berrettini | Jacopo Berrettini | 4           | 3           |  |  | 7            | Taylor Fritz  | Taylor Fritz  | 6            | 6            |  |
|  | WC          | Filippo Baldi     | Filippo Baldi     | 6           | 6           |  |  | WC           | Filippo Baldi | Filippo Baldi | 4            | 3            |  |
|  | 9           | Martin Kližan     | Martin Kližan     | 3           | 1           |  |  |              |               |               |              |              |  |